# World Design Organization
World Design Oganization (WDO) is een groep van internationale organisaties die design als focus hebben. De organisatie werd in 1957 opgericht als International Council of Societies of Industrial Designers (ICSID). Er zijn 140 ledenorganisaties aangesloten verspreid over 40 landen. 

## Geschiedenis
De organisatie werd opgericht te Londen in juni 1957 naar het idee van Jacques Viénot op het Institut d’Esthetique Industrielle’s international congress in 1953. Het hoofdkwartier was in Parijs. Op het eerste congres in 1959 te Zweden werd de naam gewijzigd tot International Council of Societies of Industrial Design (ICSID). In 1963 werd de organisatie erkend door UNESCO. Doordat de interesse om samen te werken groter steeg werden de congressen als studie en werk-seminaries ingericht vanaf 1971 (Minsk). 
Van 1974 tot 1985 werd het secretariaat verlegd naar Brussel om in 1985 te verhuizen naar Helsinki tot 2005. Sinds 2005 is het hoofdkwartier gevestigd in Montreal. 
In 2003 sloot het ICSID een partnerschap af met het Icograda om samen het International Design Alliance te vormen. In 2008 sloot ook het (International Federation of Interior Architects/Designers) IFI zich aan. Een historisch congress, het IDA Congress, met alle partners werd gehouden te Taipei in 2011. In november 2013 werd het partnerschap verbroken.  
In 2017 werd de naam gewijzigd in World Design Organization (WDO).

## Projecten

### IDA Congress
Sinds 1981 werd er zesjaarlijks een IDa-congres gehouden. 
- Hensinki (1981)
- Amsterdam (1987)
- Glasgow (1993)
- Sydney (1999)
- Kopenhagen (2005)

### World Design Capital
Om de twee jaar wordt een stad of regio bekroond met de titel "Wereld Design Hoofdstad". Dit gaat gepaard met vele culturele activiteiten en tentoonstellingen die in stad. 
- Turijn (2008)
- Seoel (2010)
- Helsinki (2012)
- Kaapstad (2014)
- Taipei (2016)
- Mexico (2018)
- Lille (2020)